# Laura Ingalls Wilder
 (mars 2023).
Si vous disposez d'ouvrages ou d'articles de référence ou si vous connaissez des sites web de qualité traitant du thème abordé ici, merci de compléter l'article en donnant les références utiles à sa vérifiabilité et en les liant à la section « Notes et références ».
Pour les articles homonymes, voir Ingalls et Wilder.
Laura Ingalls Wilder, née le 7 février 1867 à Pepin dans le Wisconsin et morte le 10 février 1957 à Mansfield dans le Missouri, est une femme de lettres américaine, auteur de la série de romans pour enfants La Petite Maison dans la prairie, inspirée par sa propre enfance au sein d'une famille de pionniers américains à la fin du XIXe siècle. Le succès de cette série de romans a assuré une vie confortable à l’auteur pour ses dernières années et a donné lieu à plusieurs adaptations télévisées, dont la première a été la série américaine La Petite Maison dans la prairie, dans laquelle l'actrice Melissa Gilbert jouait le rôle de Laura.

## Biographie
Fille de Charles et de Caroline Ingalls, Laura Elizabeth Ingalls naquit le 7 février 1867 près de Pepin, dans le Wisconsin. Elle est la deuxième de leurs cinq enfants: Mary, Laura, Carrie, Freddy et Grace. Bien qu’étant une élève intelligente et brillante, son instruction fut sporadique étant donné que sa famille déménagea de nombreuses fois à travers le Midwest et vivait souvent dans des endroits isolés où il n’y avait pas encore d’école.
En 1868, les Ingalls quittèrent Pepin pour s’installer à Chariton County dans le Missouri. Un an plus tard, ils s’installèrent à Independence, dans le Kansas, où Laura apprit à écrire. En 1871, ils retournèrent à Pepin, où Laura et sa sœur Mary furent inscrites à la Barry Corner School. Au bout de trois ans, ils quittèrent définitivement la ville et partirent pour Walnut Grove, dans le Minnesota. Ils habitèrent d’abord dans une maison creusée dans la berge d’un ruisseau, jusqu’à ce qu’ils eussent fini de construire leur maison. Ils quittèrent brièvement la ville, de 1876 à 1877, pour vivre à Burr Oak, dans l’Iowa, où Charles Ingalls travailla dans un hôtel puis dans un moulin, puis ils déménagèrent dans le Dakota où ils passèrent leurs hivers en ville, à De Smet. Laura commença alors à travailler comme couturière pour aider financièrement ses parents.

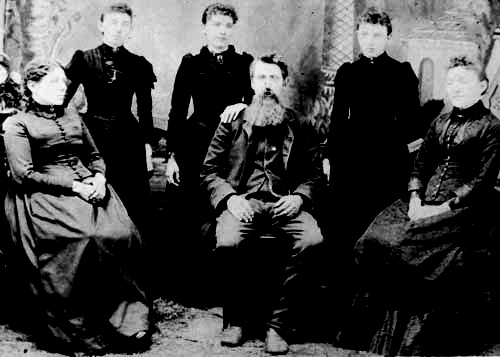
La famille Ingalls (de gauche à droite): Caroline, Carrie, Laura, Charles, Grace et Mary.

Charles avait trouvé un travail dans une compagnie de chemin de fer. Suivit un hiver très difficile, où l’on mourait presque de faim. Laura fréquentait plus régulièrement l’école, où elle aimait particulièrement l’anglais, l’histoire et la poésie. Elle devint institutrice à l’âge de seize ans et fut engagée à la Bouchie School.
Après trois ans de fiançailles, Laura épousa le frère de son ancienne institutrice, le fermier Almanzo Wilder, le 25 août 1885. Elle dut arrêter son métier, car à son époque, les femmes mariées n’étaient pas autorisées à enseigner. Leur fille, Rose, naquit le 5 décembre 1886. La petite Rose fut suivie d’un fils, mort rapidement après sa naissance, en août 1889. Cet événement tragique fut le premier d’une série, puisque Almanzo, atteint de la diphtérie, resta partiellement paralysé aux jambes et eut besoin d’une canne jusqu’à la fin de ses jours. Puis leur maison et leur grange furent détruites par le feu. Et enfin, plusieurs années de sécheresse les laissèrent endettés.

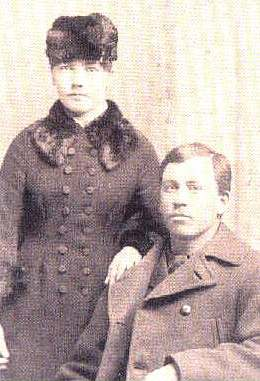
Laura et Almanzo en 1885, à Walnut Grove.

Atteints par la maladie et par conséquent incapables de gagner leur vie, les Wilder restèrent une année chez les parents d’Almanzo à Spring Valley, dans le Minnesota, où ils purent se reposer. En 1891, ils s’installèrent brièvement à Westville dans le comté de Holmes (Floride), où vivait le cousin de Laura. Le climat de Floride devait améliorer la santé d’Almanzo, mais Laura, qui avait l’habitude de vivre dans les plaines sèches, ne supportait pas la chaleur et l’humidité méridionale, et les Wilder retournèrent donc en 1892 à De Smet, où ils louèrent une petite maison.
En 1894, ils se fixèrent définitivement à Mansfield, dans le Missouri. Ils y achetèrent une parcelle de terre où ils construisirent une maison, qu’ils appelèrent la Rocky Ridge Farm, où Laura et Almanzo finirent leur existence. Ils y élevèrent de la volaille et y cultivèrent des fruits. 
Laura commença à écrire des articles pour le Missouri Ruralist, ainsi que pour d’autres magazines. Sa fille, Rose, l’encouragea alors à écrire ses mémoires. Elle rédigea ainsi son autobiographie en 1930 et l’intitula Pioneer Girl. Elle ne trouva pas d’éditeur, le récit était trouvé trop dur. Elle la réécrivit donc en partie et la publia sous le titre de La Petite Maison dans les grands bois. Le livre rencontra un succès immédiat, ce qui encouragea Laura à écrire la suite de ses aventures et de celles de sa famille.
Almanzo mourut le 23 octobre 1949 à Mansfield, à l'âge de 92 ans. Laura s’éteignit pendant son sommeil le 10 février 1957 à la Rocky Ridge Farm. Elle avait alors 90 ans et trois jours.

## Bibliographie

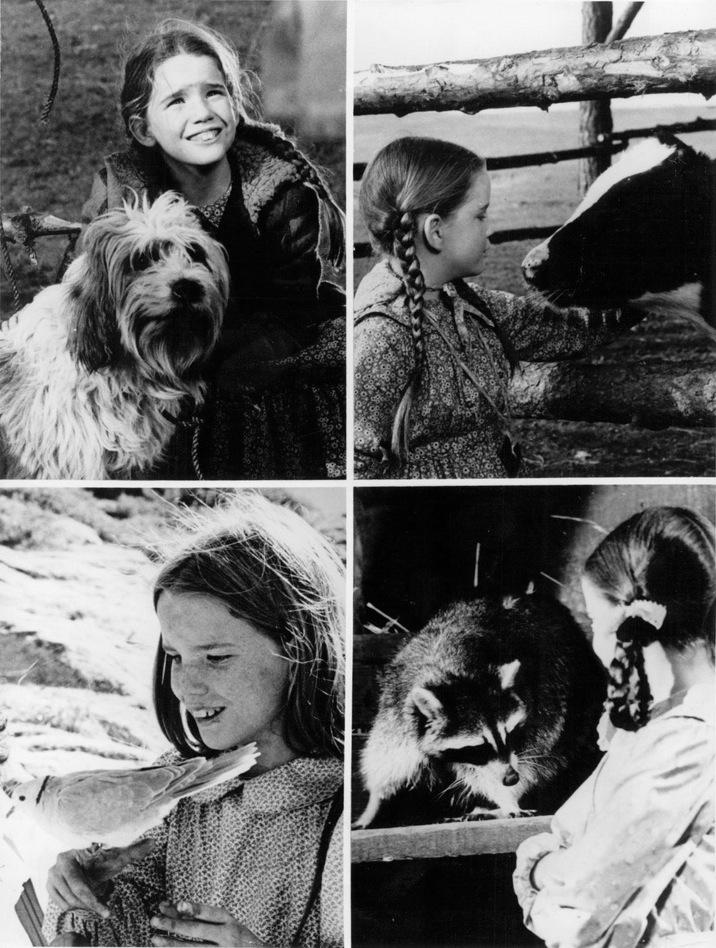
Melissa Gilbert enfant jouant le rôle de Laura Ingalls.

## Filmographie
Les adaptations télévisées des romans de Laura Ingalls Wilder ont toutes été réalisées bien après sa mort.
- 1974-1983 : La Petite Maison dans la prairie (Little House on the Prairie) de Michael Landon
- 2000-2002 : La Véritable Histoire de Laura Ingalls (Beyond the Prairie : The True Story of Laura Ingalls Wilder) de Marcus Cole
- 2005 : La Petite Maison dans la prairie (Little House on the Prairie) de David L. Cunningham

## Honneur
L'astéroïde (4875) Ingalls est nommé d'après la romancière et la famille Ingalls.